# Минарал (рудник)
Минарал (рудник) – гірничодобувне підприємство в Жамбилській області Казахстану, створене для розробки дрібного золоторудного родовища.
В 1984 – 1988 році геологорозвідувальні роботи виявили кілька рудопроявів на розташованому біля західного узбережжя озера Балхаш Минаральському рудному полі. З 1994-го розробку Минаралу вела компанія «АБС Балхаш», яка утворилась в 1990-х роках шляхом об’єднання ряду старательських артілей. В 2005-му «АБС Балхаш» збанкрутувала, а її майно було розпродане. 
В середині 2010-х компанія «KM GOLD» анонсувала намір зайнятись розробкою Минааральського рудного поля. Втім, якихось додаткових повідомлень щодо цього не надходило, а у 2022-му вже компанія «Satellite GS» озвучила плани видобутку з Минаралу 30 тисяч тон золоторудного концентрату на рік.